# Ді, мисливець на вампірів
«Ді, мисливець на вампірів» (яп. 吸血鬼ハンター"D", кю:кецукі ханта: ді:, англ. Vampire Hunter D) — книга японського письменника Хідеюкі Кікуті, з якої починається серія романів з однойменною назвою. Була опублікована в січні 1983 року видавництвом Asahi Sonorama.

## Передісторія
Сюжет книги розвиває альтернативну історію нашого світу. У 1999 році почалася Третя світова війна, швидко переростаючи в повномасштабний ядерний конфлікт. Як наслідок, людство поставило саме себе на грань вимирання, зробивши власний світ непридатним для життя. Однак, крім людей, на Землі споконвіку існувала ще одна раса, що фігурує в численних легендах і повір'ях, але ніколи раніше не відкривалася своїм сусідам — вампіри. У світі «Мисливця на вампірів» це могутні, відносно безсмертні істоти, які зовні ідентичні людям, але мають інші емоції і фізіологію. Володіючи давньою магією і технологіями недоступного людям рівня, вампіри довгі століття таємно жили серед простих смертних, поки війна, що розгорілася (значно раніше передбачена аналітиками вампірів) і загальний хаос, що запанував слідом, не дозволили їм взяти кермо влади в свої руки. Відтепер живі мерці, які іменують себе аристократами, правили світом, а людям, які пережили ядерний конфлікт, залишалася роль слуг і джерела їжі.
За допомогою сучасних технологій вампіри відродили цивілізацію і підняли її на якісно новий рівень. Кліматичні установки, встановлені під поверхнею семи нових континентів, впоралися з наслідками ядерної зими і дозволили коригувати погоду на всій Землі на розсуд її мешканців. Були зведені величезні кібернетичні міста, керовані псевдорозумними комп'ютерами, їх зв'язали між собою швидкісні магістралі, обплітаючи єдиною мережею всю поверхню планети. Були освоєні міжзоряні подорожі: величні кораблі курсували між космопортами та Альтаїром і Спікою, хоча за своєю природою вампіри ніколи не тяжіли до створення колоній за межами Землі. Завдяки вампірам з'явилися антигравітаційні двигуни, електромагнітні силові бар'єри, лазерна та фотонна зброя, андроїди. Ставши вершиною соціальної та харчової піраміди, вони постаралися максимально закріпитися на цій позиції. Маніпулюючи психологією людей, вони вирощували роками покірність і забобонний жах у ставленні до себе, а експериментуючи з людським геномом, змогли повністю стерти з пам'яті слуг інформацію про свої слабкості, на зразок боязні часнику і розп'яття. Таким чином, навіть якщо комусь вдавалося виявити вразливе місце вампірів, спрацьовувала закладена в ДНК програма і відкриття повністю забувалося. Єдиною ефективною зброєю, не забутою людьми, залишився осиковий кілок, проте забити його точно в серце вампіра було можливо лише в сонячний полудень, коли, навіть сховавшись в найтемнішому підземеллі, будь-який вампір впадав у своєрідний летаргічний сон до настання темряви.
До становлення вампірів володарями планети група вчених-аналітиків передрекла, що рано чи пізно аристократам судилося назавжди зникнути з лиця Землі. Їхні доводи зазнали сумніву, тоді сам бог-предтеча став на бік цієї теорії, вимовивши фразу, яка стала легендарною: «Ми лише гості в цьому світі». Невідомо, що саме поклало початок розпаду аристократичної влади, але переломним став момент, коли люди, зумівши перебороти первісний жах, повстали проти своїх господарів. Бунти спалахували один за іншим, і врешті решт правлінню вампірів прийшов кінець — повсюдно переслідувані людьми, останні вцілілі вампіри сховалися в різних куточках планети. Після довгих тисячоліть рабства людство отримало свободу.
Втративши могутнього покровителя, люди опинилися віч-на-віч з небезпеками зміненої Землі — мутантами, що народилися в полум'ї Третьої світової; генетично зміненими чудовиськами, які створювалися заради забави вампірами-генетиками в період розквіту своєї раси; стародавніми тварюками, ровесниками самих вампірів, які донині живуть пліч-о-пліч з простими смертними. У хід пішли всі засоби нападу й захисту, що існують на даний момент. Хоча, деградувавши за минулі сторіччя, люди не розуміли принципу дії більшості з них, вони змогли пристосувати лазерні гвинтівки і електромагнітні поля під свої потреби.
Кращі ж стали мисливцями — найманими борцями з нечистю, які повсюдно викорінюють перевертнів, банші, фей, вогнедишних драконів, останні залишки аристократії. Послуги цих людей завжди були затребувані, їм з готовністю платили, їх праця користувався повсюдним повагою. Головним героєм оповіді є мандрівний мисливець-дампір на прізвисько Ді. Напівкровка, народжений від людини і вампіра, він, як і всі йому подібні, живе вічними мандрами — ізгой, якого не приймають ні люди, ні аристократи, всюди зневажений і ненависний, але який все ж продовжує виконувати свою роботу. Аристократи зневажають напівкровок не менше, ніж людей, і не бажають визнавати своєї спорідненості з ними.

## Сюжет
Сюжет оповіді починається в 12090 році поблизу невеликого містечка Рансільва, куди Ді прибуває на своєму кібернетизованому коні. На пустельній ділянці дороги шлях йому заступає молода дівчина на ім'я Доріс Ленг, яка явно провокує чоловіка на бійку. Коли Ді спокійно відбиває кілька атак нагайкою, нападниця каже, що це була лише перевірка, покликана виявити саме такого фахівця, чия допомога їй зараз необхідна. Дампірська природа подорожнього дівчину не бентежить. Ді приймає її пропозицію. Виявляється, Доріс разом зі своїм братом Деном володіє фермою недалеко від міста. Кілька днів тому, під час полювання на дракона поблизу своєї території, Доріс несподівано застав вампір — могутній граф Магнусон, який мешкає разом з дочкою Лармикою у своєму механізованому замку в нетрях Рансільванського лісу. Граф вкусив дівчину і назвав її своєю нареченою. Тепер єдиний для героїні шанс залишитися людиною — знищити вампіра.
Незабаром після прибуття на ферму Ді впевнено заявляє, що по Доріс скоро з'явиться сам граф або його поплічники. Звідки йому це відомо, дампір не уточнює, проте наполягає, що зустріти ворога він повинен наодинці. Коли дівчина намагається сперечатися, мисливець дотиком руки занурює її в глибокий сон. Ді безперешкодно виходить назустріч нічним візитерам: Ларміці, дочці Магнусона Лі, і Гару, його вірному слузі-вервольфу. З'ясовується, що вампірка діє за власною ініціативою — ідея батька прийняти до лав аристократів простолюдинку їй не сподобалася, і вона має намір вбити Доріс. За її наказом Гару, трансформуючись, атакує Ді, але той легко відбивається і завдає перевертню таку рану, з якою навіть колосальні регенеративні здібності не дозволяють упоратися. Зазнавши поразки Гару і Ларміка їдуть назад в замок.
Вранці до Доріс приходить Греко, син мера Рансільви, який давно і безуспішно намагається завести роман з дівчиною. На цей раз він заявляє, що дізнався про таємницю Доріс — заручини з вампіром. Греко натякає, що Доріс, ставши його дружиною, буде захищена від будь-яких небезпек, в іншому ж випадку він розповість міським про її новий «статус» нареченої. Доріс за допомогою хлиста виставляє шантажиста. Через деякий час на ферму дійсно заявляється натовп городян, очолюваний мером Рохманом (батьком Греко), шерифом Далтоном і лікарем Фаррінго, старим другом сім'ї Ленг. Останній запрошений, щоб встановити, чи дійсно Доріс стала нареченою вампіра. Люди наполягають на вміщенні дівчини до спеціальної лікарні, створеної для таких випадків. Однак з'являється Ді, чия присутність лякає натовп, і рятує таким чином Доріс.
Невдовзі після відбуття натовпу Ді вирушає в замок графа, розраховуючи легко розправитися з ним у період вимушеної сплячки. Всі автоматичні гармати й електронні системи захисту будівлі виявляються відключеними, а головному комп'ютеру віддано наказ пропустити візитера. Всередині дампіра зустрічає сам Магнусон з дочкою, які влаштували Ді пастку. Вампіри використовують розроблений вченими аристократами хіміко-ароматичний склад, що видозмінює час і створює навколо локальну ніч. Ларміка, яка після нічної зустрічі змінила ставлення до Ді, пропонує йому стати рівним, повнокровним вампіром. Дампір відмовляється й атакує графа. Недовгий поєдинок закінчується падінням Ді в пастку-колодязь у центрі залу, нещодавно виритий за наполяганням Ларміки і з'єднаний із підземеллями замку.
Ді, який зумів пережити падіння з запаморочливої висоти без будь-яких наслідків, починає шукати вихід і незабаром виходить у напівзатоплений зал — житло Мідвіцьких медуз, дивної триєдиної істоти, якій колись дав притулок граф. Ті обплутують здобич своїми волоссям-щупами, але Ді вивільняє свою темну половину, й ожилі здібності аристократа підпорядковують розум медуз. За наказом Ді вони ведуть його до таємного виходу з підземель.
Того ж дня, незабаром після відбуття мисливця, Доріс із братом вирушають до міста по покупки, однак з вини Греко жоден продавець Рансільви не бажає мати з ними справи. Виведена з себе, дівчина вирушає в найближчий салун, де нині пиячить банда Греко, з твердим наміром провчити мерзотника за допомогою батога. Однак цього разу Греко краще підготувався до зустрічі, купивши прошите електронікою металізоване бойове трико, яке багаторазово збільшує силу і реакцію господаря. Він ловить спрямований на нього хлист і хапає дівчину, маючи намір зганьбити її прямо посеред залу. У цей момент в салуні з'являються нові дійові особи — четверо людей у складі миловидного молодика на ім'я Рей-Гінсей, здорованя Голема, горбатого коротуна Халі та Бурава, дивної людини зі згладженими лініями тіла. Новоприбулі представляються як мисливці на велетнів і за наказом ватажка розправляються з бандою Греко. Сам Гінсей, зацікавившись Доріс, пояснює, що не міг не допомогти красивій леді, яка потрапила в біду, але дівчина відчуває неприємні еманації, що йдуть від нього і за першої можливості ретирується.
Повернувшись на ферму, Доріс і Ден починають чекати Ді, а потім — графа, візит якого Доріс внутрішньо передчуває. Однак з заходом прибуває не мисливець, а лікар Фаррінго — старий друг сім'ї Ленгів. Лікар заявляє, що йому вдалося знайти спосіб зупинити вампіра. Він розповідає про те, як одного разу батько Доріс зіткнувся з аристократом і якимось чином зміг змусити його втекти, проте, після сутички спосіб стерся з пам'яті — спрацювало генетичне блокування, колись вбудоване вампірами в ДНК людей. Довгі роки Фаррінго бився над цією проблемою і ось тепер привіз із собою колбу з результатами своєї праці. Оскільки в ефективності методики лікар поки не впевнений, у блокування не було приводу увімкнутися, а отже, один раз цей засіб можна використати проти графа.
Уночі Магнусон Лі дійсно проникає в будинок, де його зустрічає Фаррінго і його препарат — часниковий порошок, найсильніший подразник ольфакторних нервів нежиті. Дуже ослаблений, Лі все-таки намагається дістатися до знепритомнілої Доріс, але в останню секунду спрацьовує закляття, накладене Ді перед відходом, яке креслить на шиї дівчини ефемерний хрест — символ, якого вампіри бояться більше, ніж часнику. Магнусон Лі поспіхом тікає. Варто лікарю зрозуміти, що відкритий ним засіб дійсно діє, і він миттєво забуває про нього. Вранці, залишивши Дена під опікою Фаррінго, Доріс вирушає на пошуки Ді, бажаючи допомогти йому.
У цей час на тракті поблизу Рансільви відбувається сутичка: патруль Сил оборони Фронтиру — головного воєнізованого формування нового світу — натикається на четвірку Рея-Гінсея, яка виявляється нічим іншим як бандою «Диявольський корпус», що довгий час тероризувала весь континент. Бійці СОФ ледь встигають здивуватися тому, що вся банда у повному складі сама вийшла їм назустріч, як загін атакує щось незриме, нематеріальне, що одним дотиком зводить людей з розуму — вступив у роботу п'ятий член зграї, відьма, яка на відстані керує прибульцями з вивороту світу. Один із солдатів все ж встигає вистрілити в голову Гінсея з лазерного пістолета, але в результаті лише підсмажує власні мізки — відкривається здатність ватажка спотворювати простір. Чомусь атака ефірної примари закінчується раніше належного терміну, і бандити, самостійно закінчивши справу, вирушають перевірити, що сталося з їх компаньйонкою. З'ясовується, що в загибелі відьми винна Доріс. Проїжджаючи рівниною повз Кар'єр диявола, заставлений уламками стін, колон і масивними кам'яними статуями, вона помітила стару жінку, зайняту якимось ритуалом. Коли Доріс вирішила підібратися ближче, її атакував скотодух-невидимець, використовуваний чорнокнижниками для захисту від сторонніх під час роботи. Дівчина знищила охоронця, і в той же момент впала мертвою чаклунка, чиє життя було пов'язане з життям духа.
Після деяких роздумів Доріс вирішує забрати тіло з собою і відвезти в місто, оскільки без нагляду воно може стати вмістилищем нечистих сил. Дівчину бачить Рей-Гінсей. Відпустити її живою він тепер не може. Зрозумівши, ким насправді є її рятівник, Доріс намагається втекти, але бандит відсікає всі ноги її коневі одним кидком загостреного бумеранга. Доріс ховається серед руїн. До Рея-Гінсея тим часом приєднуються інші члени «Корпусу», які закінчили ліквідацію слідів сутички на тракті. Мутанти готуються розірвати жертву на шматки, однак у цей момент весь Кар'єр диявола стрімко заповнюється густим туманом і в його клубках прямо з-під землі з'являється Ді в компанії Мідвіцьких медуз, оскільки тут знаходиться секретний вхід у підземелля. Дампір наказує сестрам повертатися під землю, відбиває бумеранг Гінсея і зникає разом з Доріс під покровом туману, уникнувши сутички. Після повернення на ферму Ді розповідає про те, що відбулося. Відмовлятися від завдання, незважаючи на невдачі, він не має наміру.
Тієї ж ночі, повертаючись додому з салуну, Греко зауважує екіпаж, що котиться по вулиці без єдиного звуку — карету графа. Вона зупиняється біля готелю, і Магнусон Лі власною персоною заходить у будинок. Зміркувавши, що з'явився він явно через Доріс, хлопець крадеться слідом. Біля номера, куди увійшов вампір, Греко дістає електронний звукоуловлювач, і за його допомогою підслуховує через двері розмову, що відбувається всередині. Граф з'явився до Рея-Гінсея, який поселився тут під чужим ім'ям. Спочатку Лі пред'являє ватажкові «Корпусу» бляху командира загону СОФ — того самого, який бандити знищили на тракті. Трупи вони спалили, але завдяки найпотужнішій технологічній базі аристократу вдалося відтворити з попелу цей шматочок металу, який тепер може бути використаний як доказ. В обмін на нерозголошення таємниці граф вимагає від «Диявольського Корпусу» знищити Ді, тим більше що у Гінсея є з ним свої рахунки. Натомість Рей-Гінсей просить перетворити його на аристократа. Здивований вампір погоджується. Наостанок він віддає тимчасову пастку зворотної дії — при активації вона перетворює ніч на день і дуже послаблює дампірів, які не бояться звичайного сонця.
Уранці Ден, що втік пополювати на туманних дияволів, пропадає, і Доріс, вирушивши на пошуки, знаходить тільки його гвинтівку і записку, яка закликає Ді з'явитися ввечері у Кар'єр диявола, щоб обміняти своє життя на життя хлопчика. Залишивши Доріс у лікаря Фаррінго, дампір вирушає на зустріч. Між тим сам лікар з'являється з далекого виклику тільки під вечір, зате приносить гарні новини: повертаючись від пацієнта через північний ліс, він випадково натрапив на руїни стародавнього храму, збудованого для захисту від вампірів. Його стіни покриті рунами, які, за його припущенням, повинні перешкоджати наближенню живих мерців, отже, Доріс може знайти там сховок від графа.
Зраділа Доріс негайно виїжджає разом з лікарем у його екіпажі. Але варто їм заглибитися в ліс, як на шляху двоколки з'являється Ларміка. Фаррінго шанобливо вітає вампірку. Доріс розуміє, що лікар сам став вампіром — граф вкусив його минулої ночі, і тепер за його наказом старий віз дівчину прямо в замок. Оглушивши її, Фаррінго запрошує Ларміку поїхати з ними, щоб підтвердити, що новий слуга точно виконав вказівки господаря. А через мить у його груди впинається сталева стріла.
Тим часом, вірніше дещо раніше, Ді приїжджає в Кар'єр диявола, де його вже чекають Рей-Гінсей з підручними і зв'язаний Ден. Гінсей повідомляє, що хитрий вузол задушить хлопчика протягом двадцяти хвилин, а Ді розправляється з його помічниками за сорок три секунди. Вражений майстерністю дампіра, Рей-Гінсей відпускає Дена і намагається домовитися з мисливцем, пропонуючи йому союз, а заодно повідомляє про реальні плани графа і роль лікаря Фаррінго в них. Дампір вступає з ним у сутичку, внаслідок якої ватажок банди, яка більше не існує, втрачає руку і змушений рятуватися втечею. Ді не переслідує його і просить Дена показати дорогу в північний ліс.
У цей час на дорозі Ларміка, убивши лікаря, готується обірвати життя Доріс — вампірка не має наміру миритися з присутністю простолюдинки в своєму будинку. Однак в останню секунду сама вона непритомніє, а з придорожніх заростей з'являється людина, в чиїх руках тліє ароматична пастка. Це Греко — напередодні, підслухавши розмову графа і Гінсея, він хитрістю проник до його кімнати в готелі і підмінив подарунок на звичайні пахощі. Після чого простежив за Доріс і Фаррінго і з'явився в потрібний момент. Привівши дівчину до тями, Греко каже, що тепер їй нічого боятися: вампірка у них і її можна використовувати як заручницю, щоб диктувати графу свої умови. Напівнепритома Ларміка, втім, має іншу думку: вона вимагає у Греко вбити її, погрожуючи йому розправою в найближчому майбутньому — адже ганьба для аристократа гірша від смерті. Оскаженілий Греко дійсно заносить над вампіркою кілок, але тут Доріс стусаном викидає його з воза — незважаючи на належність Ларміки до роду вампірів, дівчина не відчуває до неї ненависті і не бажає її смерті. Це, однак, стає її помилкою: при падінні часова пастка в руці Греко гасне, і тепер ніщо не стримує Ларміку. Однак варто жінці наблизити своє обличчя до шиї Доріс, як дихання аристократа знову проявляє на шкірі дівчини хрест, накладений Ді.
Тим часом на сцені з'являється сам Магнусон у супроводі Гару і декількох бойових дроїдів — після затримки лікаря Фаррінго граф вирішив перевірити, що трапилося. Від якнайшвидшого полону і доправлення в замок Доріс рятує поява Ді, який примудрився вчасно дістатися сюди від Кар'єру диявола. До останньої миті не помічений ні чуттям вампіра, ні радарами роботів, мисливець з'являється за спиною Ларміки і, взявши її в заручниці, їде разом з нею, Доріс, Деном і Греко. Граф кричить їм услід, що з вампіркою вони можуть робити, що захочуть після такого вчинку вона йому більше не дочка. Однак Ді, від'їхавши на безпечну відстань, просто відпускає Ларміку.
У той час як мисливець і Ленгі готуються до нової атаки графа, Греко, відпущений ними раніше, і не думає забиратися геть — зачаївшись по сусідству з фермою, він спостерігає за нею. Упертий хлопець задався метою знищити Ді, який став перешкодою на шляху до Доріс. Однак спостереження раптово переривається появою Рея-Гінсея, який з не меншою рішучістю має намір виконати завдання Лі, щоб отримати місце в колі аристократів. Гінсей пропонує Греко операцію: вони спільно розправляються з дампіром, після чого кожен отримає те, що йому потрібно.
Пізно вночі на ферму знову навідується натовп городян, тільки шерифа Далтона серед них немає — люди замкнули його в його ж власній в'язниці, щоб не турбуватися з приводу законності цього підприємства. У них був вагомий привід для візиту: граф завдав чергового підступного удару. Відразу кілька городян знайшли своїх дружин і дітей напівмертвими, паралізованими магією вампірів — їх вустами Лі побажав, щоб Доріс видали йому, інакше кожну ніч кількість живих мерців буде збільшуватися. За словами мера Рохмана, нічого подібного робити вони, звичайно ж, не збираються — дівчину лише помістять у спеціальну лікарню, щоб граф не міг до неї дістатися.
Тут вперед виходить Ді і одним дотиком лівої руки змушує товстуна розповісти про справжні плани: замкнути Доріс на пару днів, потім випустити, сказавши, що з графом покінчено, і, віддавши її таким чином аристократу, врятувати невинних або, принаймні більшість з них. Зв'язуватися з мисливцем не хоче ніхто з присутніх, але тут на сцені з'являється Рей-Гінсей власною персоною. Відмахнувшись від пред'явлених Доріс звинувачень, він пропонує присутнім операцію: вони з дампіром б'ються один на один і, якщо Ді програє, городяни можуть забрати дівчину.
На вцілілу руку Гінсея надягнутий фрагмент бойової форми, позичений у Греко. У потрібний момент бандит активує справжню часову пастку — вона не паралізує Ді, як повноцінних вампірів, але завдає йому сильного болю і знижує реакцію. Прискорена костюмом рука Рея-Гінсея виявляється швидшою від рефлексів мисливця — осиковий кілок впивається йому прямо в серце, і Ді падає мертвим.
Городяни тут же хапають Доріс і Дена, які відчайдушно відбиваються, і спішно відступають. Поруч з тілом залишається тільки Гінсей, а незабаром до нього приєднується задоволений успіхом Греко, який спостерігав за всім. Бандит тим часом вивчає ліву долоню мисливця, намагаючись зрозуміти, як тому вдалося поглинути павуків Хали. Нарешті він просто відрізає кисть мерця і викидає її в кущі для власного спокою, після чого вирушає до графа по обіцяну винагороду.
Доріс і Дена привозять у лікарню — добре укріплену, обладнану потужною системою охорони будівлю, побудовану спеціально для ізоляції жертв вампірів, — і, замкнувши в камеру, залишають на піклування Прайса, тутешнього сторожа. Вони залишаються там, втім, недовго: в лікарню заявляється Греко і, обманом змусивши того відкрити двері, холоднокровно вбиває старого. Схоже, від усього, що сталося, хлопець збожеволів: Доріс він заявляє, що вбив ще й свого батька, і тепер має намір втекти разом з дівчиною. Доріс відмовляється йти з ним. У нападі люті Греко направляє на неї ствол, але її рятує Ларміка. Випустивши дітей з камери, вона каже Доріс, що виведе їх і допоможе сховатися там, де її батько не зможе дістати свою наречену. «Він хотів би так», — додає вона, маючи на увазі Ді. Доріс починає розуміти, що дочка графа була небайдужа до дампіра. Втім, далеко втекти вони не встигають — на їх шляху виникає сам Лі.
А в цей час на фермі, поряд з трупом Ді, в кущах виникає незрозуміле ворушіння: звідти виповзає, спритно перебираючи пальцями, відрубана ліва рука. Так вперше зримо виявляє себе паразит, який облаштувався в цій кінцівці, який проявляє себе у вигляді крихітного обличчя, що проступає на долоні. Невдоволено бурмочучи, рука на очах приростає на місце, потім сама піднімається і висмикує кілок з грудей дампіра. Усмоктуючи повітря та поїдаючи землю, паразит перетворює в собі ці стихії і направляє їх енергію в тіло господаря — рана заростає на очах. Серією ударів рука знову запускає серце, що зупинилося: Ді воскресає з мертвих, встигнувши при цьому розрубати туманну хмару, яка ледь не зжерла його. Поцікавившись у паразита про події, мисливець вирушає в дорогу.
Тим часом юний Ден біжить у напрямку ферми через ліс, переслідуваний Гару, — граф випхнув хлопчиська з карети на півдорозі до замку, а своєму прислужнику-вервольфу дозволив пополювати. Однак коли перевертень вже готується наздогнати здобич, на його шляху виникає Ді, і Гару падає, вражений одним ударом. Разом із радісним Деном мисливець вирушає прямо в замок. Усі його захисні системи відключені — непримітний медальйон, який Ді завжди носить на шиї, нез'ясовним чином зламав центральний комп'ютер. У дворі героїв зустрічає Рей-Гінсей із новою часовою пасткою, але дампіра вже неможливо зупинити: дряпнувши кінчиком меча по лобі бандита, він негайно встромляє його собі в живіт, після чого лезо, вже пов'язане чотиривимірним каналом з тілом Гінсея матеріалізується в його тілі. Бувши в плані фізіології звичайною людиною, він майже одразу помирає.
У підземеллях замку, серед трун графської прислуги, Магнусон Лі закінчує стирати захисне заклинання-хрест і вже готовий остаточно перетворити загіпнотизовану Доріс на рівну собі, але тут як раз з'являється Ді. У ході вирішальної сутички граф уперше й востаннє використовує свою спецзброю — живу накидку, але Ді, відламавши кінчик меча, кидає його точно в серце вампіра й убиває його. У той же момент стіни навколо починають тріскатися і обсипатися. Велівши Доріс, яка повністю зцілилась від вампірської зарази, бігти нагору разом з Деном, дампір залишається в залі. Незабаром там з'являється Ларміка: це вона висмикнула запобіжники, і тепер сама молекулярна структура будівлі стрімко втрачає стабільність. Укінці вампірка запитує Ді, чи дійсно він — син бога-предтечі, ім'я якому — Дракула, однак відповідь мисливця залишається невідомою. Замок руйнується, подальша доля героїв не описується.

## Персонажі

### Ді
Ді (яп. ディー, ді:, також «Ｄ») — дампір, напівкровка. На вигляд йому не даси більше двадцяти років. У Ді гарне, правильне обличчя аристократичного типу, бліда шкіра і чорне кучеряве волосся, він високий і стрункий. Стиль одягу — непримітний темний костюм, широкий капелюх і довгополий плащ. Основною зброєю служить довга, рівна катана, яка легко розсікає навіть камінь і сталь; крім неї, Ді зрідка користується довгими дерев'яними голками.
Обличчя мисливця майже завжди спокійне і невиразне, голос тихий, рівний. Говорить Ді мало, кидаючи короткі фрази і лише зрідка опускаючись до нормальної мови. Справжні емоції дампіра виявляються лише в тому випадку, коли вампірська частина його сутності переважає над людською. Як напівкровка, Ді несприйнятливий до розп'ять і сонячного світла, хоча створена вампірами часова пастка, яка перетворює ніч на сонячний день, здатна завдати йому сильного болю. При цьому сила, швидкість реакції, регенеративні здібності мисливця розвинені не гірше, ніж у будь-якого живого мерця. Від них же успадкована жага крові, яка періодично прокидається в Ді, однак той успішно пригнічує в собі ці поривання, за винятком випадків, коли це може допомогти у виконанні завдання. Незважаючи на презирство і ненависть, які відчувають до нього люди, він продовжує допомагати їм, і не тільки в тому, за що йому заплатили. Ді завжди вірний своїм обіцянкам, кому б вони не були дані.
Ді має одну унікальну особливість: в його лівій руці живе паразит (яп. 左手, хідарите, «ліва рука»), що зовні проявляється у вигляді крихітного зморщеного обличчя, яке проступає прямо на долоні. У книзі не пояснюється, що являє собою ця істота, звідки вона взялася і як зветься. Вона володіє розумом, і, хоча більшу частину часу воліє мовчати, іноді подає голос, являючи собою ніби темну половину мисливця — підштовхує його до вгамування кривавої спраги і низьких інстинктів, хоча її слова майже завжди залишаються без уваги. У певних ситуаціях паразит може приносити чималу користь: він здатний впливати на свідомість людей, до яких торкається змінена рука дампіра, поглинати різні дрібні об'єкти на кшталт зграї хижих комах, а також перетворювати в своїй бездонній утробі чотири стихії і накачувати тіло Ді отриманою енергією — одного разу мисливець був таким чином воскрешений з мертвих після удару осиковим кілком у серце.

### Доріс Ленг
Доріс Ленг (яп. ドリス・ラン, дорісу ран) — сімнадцятирічна дочка мисливця на перевертнів. Її батько загинув у битві з нечистю, мати померла від хвороби, і тепер на плечі дівчини лягли всі турботи з управління фермою і захисту її від породжень ночі. Доріс має гарне обличчя з широкими очима, правильними рисами, довге чорне волосся, розвинене тіло. У Доріс вольовий, сильний характер — життя без батьків навчило її стійко переносити труднощі і негаразди, не дозволяючи проявляти слабкість у вирішальну мить. По ходу сюжету дівчина глибоко і безнадійно закохується у свого захисника Ді, хоча й намагається спочатку не показувати цього. Доріс майстерно володіє нагайкою-семихвісткою, з іншою зброєю також поводиться непогано.

### Ден Ленг
Ден Ленг (яп. ダン・ラン, дан ран) — восьмирічний брат Доріс. Жвавий і працьовитий хлопець, який намагається у всьому допомагати сестрі. Незважаючи на вік, вміє поводитися з лазерною гвинтівкою і регулярно полює на мутантів, які підібралися занадто близько до електромагнітного бар'єру ферми. З моменту своєї появи в їхньому будинку, Ді стає для Дена зразком для наслідування, кимось на кшталт старшого брата.

### Сем Фаррінго
Доктор Фаррінго (яп. ピーター・フェリンゴ, пі:та: ферінго) — літній лікар з Рансільви, старий друг батька Доріс, який приймав на світ її і Дена. Колись був відомим мисливцем на павуколюдей, нині осів на мирній посаді міського лікаря, не втративши, однак, професійних навичок. Після смерті їхніх батьків всіляко допомагав дітям, ставши для них найближчою людиною в місті. Попутно доктор вів дослідження, розпочаті ще старшим Ленгом, намагаючись знайти ефективний засіб боротьби з вампірами. Врешті у нього це вийшло і створена Фаррінго часникова есенція врятувала Доріс від іклів графа.

### Люк Далтон
Люк Далтон (яп. ルーク・ダルトン, ру:ку дарутон) — шериф Рансільви, кремезний чоловік середніх років, який добре знає свою справу. Незважаючи на вічну похмурість і різку манеру мовлення, він завжди прихильно ставився до сім'ї Ленгів і після пригоди з Доріс намагався допомогти їй, не виходячи, втім, за межі закону.

### Мер Рохман
Мер Рохман (яп. ローマン村長, ро:ман сонтьо) — управитель міста, шістдесятирічний повний чоловік з надзвичайно сальним обличчям. Дуже неприємний тип, який має відразу до жертв вампірів і покриває проступки свого блудливого синка.

### Греко Рохман
Греко Рохман (яп. グレコ・ローマン, гуреко ро:ман) — син мера, який очолює банду головорізів, подібних до нього самого. Боягуз, лихослов, негідник і бабій, який користується впливом батька, щоб досягти всього, чого йому хочеться. Намагався домогтися Доріс ще до пригоди з графом, після ж, дізнавшись про це, почав шантажувати дівчину, погрожуючи розповісти всім про її зв'язок з Ді, але безуспішно. Як і всі городяни, Греко відверто боїться Ді, але своїх спроб здобути Доріс не залишив навіть після появи мисливця на фермі.

### Бандити «Диявольського корпусу»
Банду «Диявольський корпус», яка довгий час тероризує країну, а приблизно в середині оповіді прибула в Рансільву, очолює Рей-Гінсей (яп. れいぎんせい, рей гінсей). Це симпатичний і ставний молодий чоловік, здатний за необхідності вести себе на диво галантно і ввічливо. Проте в бою це надзвичайно спритний і майстерний противник, який майстерно користується своєю улюбленою зброєю — двосічними V-подібними бумерангами, які він може запускати по будь-якій траєкторії. Крім того, бувши мутантом, Гінсей володіє унікальною здатністю відкривати в будь-якій точці свого тулуба або голови чотиривимірний канал і пов'язувати його з ворогом — так що куля або меч, торкнувшись бандита, проходить лише верхній шар шкіри, після чого матеріалізується в тілі нападника. Ця здатність робить Рея-Гінсея практично невразливим для вогнепальної зброї, хоча холодна залишається небезпечною для незахищених кінцівок.
- Бурав — бандит з «Диявольського корпусу». Має незвичайну обтічну форму тіла, що робить його схожим на ракету. Його улюбленою зброєю є тонкі і гострі ножі-фінки. Як і всі інші члени банди, Бурав — мутант: розвиваючи швидкість близько 300 миль на годину, він здатний легко розправитися з будь-яким супротивником. Його улюблений трюк — розігнавшись до максимальної швидкості, завмирати на мить, знову рухатися і знову завмирати, народжуючи навколо супротивника ілюзію безлічі Буравів. Єдиний спосіб захиститися від цієї мани — закрити очі й орієнтуватися за звуком.

- Голем Нестраждалець (яп. ごうれむ, гоурему) — член «Диявольського корпусу», який відрізняється надзвичайно масивною комплекцією — більше двох метрів зросту, литі горби м'язів і воістину титанічна сила. Його улюбленою зброєю є довге важке мачете. Унікальна здатність Голема полягає в тому, що він може контролювати твердість своєї поверхневої мускулатури, надаючи їй міцності сталі. Єдиним вразливим місцем на його тілі залишаються очі і рот.

- Хала — низькорослий горбатий виродок, абсолютно нешкідливий на вигляд. В горбі Хали мешкає ціла колонія отруйних м'ясоїдних павуків, які вибираються назовні через розрив у плоті і атакують противника за наказом господаря.

- Відьма (яп. ウイッチ, уїтті) — п'ятий член «Диявольського корпусу», про якого невідомо навіть бійцям зі спецслужби СОФ. Ця неохайна баба дійсно підтримує зв'язок з потойбічним світом: у той час як інші бандити зав'язують бій, вона, перебуваючи на значній відстані від них, проводить особливий ритуал, бере під свій контроль злих демонів з вивороту простору і нацьковує їх на противника. Будучи беззахисною перед фізичними атаками в момент творіння чарів, відьма прив'язує до себе все тих же нематеріальних істот і залишає їх охороняти своє тіло. Оскільки нитки життя жінки і демона пов'язані, смерть першого означає загибель і для неї.

### Мідвіцькі медузи
Мідвіцькі медузи (яп. ミドウィッチの蛇女, мідовіитті но хебі онна) або «Три сестри» (яп. 三姉妹, сан сімай) — початкова нечисть, що мешкала на Землі ще до ядерної війни. Дивна істота з масивним хвостатим тілом рептилії і трьома жіночими головами на довгих шиях. Кожна з них має власний розум, тулуб же керується спільно і більшу частину часу нерухомо спочиває у водному середовищі. Медузи м'ясоїдні, однак їх їжею служить не тільки плоть людей, але й їхні емоції, низькі бажання й пориви. Переміщення цього незвичайного триєдиного створіння супроводжуються появою густого молочно-білого туману, головною ж зброєю слугують довгі густі пасма волосся, які непомітно обплутують жертву з-під води, після чого серією дотиків збуджують у людині сильну хіть, яка й слугує ментальною їжею медуз. Звичним місцем існування для них є сирі підземелля. Багато століть тому граф Лі надав цій істоті притулок у підвалах свого замку і з тих пір використовував її як сторожового пса численних таємних виходів.

### Магнусон Лі
Граф Магнусон Лі (яп. マグナス・リィ伯爵, магунасу рі хакусяку) — вампір, головний лиходій оповідання, чий вік становить 3757 років. Зовнішність детально не описана, підкреслюється тільки чималий зріст і комплекція. Єдина докладно описана деталь одягу — чорний плащ, зшитий зі шкіри колишніх дружин графа, грізна зброя, здатна рухатися з його волі, у багато разів міцніша від будь-якого металу і еластичніша від будь-якої тканини. Будучи, можливо, найдавнішим з вампірів, які нині живуть на планеті, Лі сам є страшною зброєю, наділеною абсолютно нелюдською силою, живучістю і реакцією. При виїзді за межі замку використовує персональне силове поле, настільки потужне, що навіть електромагнітний бар'єр не в змозі пробити його. На відміну від своєї дочки Ларміки, здатної відчувати властиві людям емоції, в характері графа не залишилося нічого людського — йому чужі доброта і співчуття, навіть від власної доньки він готовий був зректися за її провини. Однак, врешті решт він почав відчувати забобонний страх перед Ді, підозрюючи про його зв'язок з богом-предтечею.

### Ларміка
Ларміка (яп. ラミーカ・リィ, рамі:ка рі) — негативний персонаж твору, дочка графа, дівчина-вампір, 1727 років. Як і більшість героїв оповідання, надзвичайно красива: довге золотаве волосся, блакитні очі, повні губи, витончена фігура. Характер відрізняється непостійністю: до людей Ларміка відчуває властиву всім аристократам зарозумілу огиду, проте стосовно Ді, після першої їх зустрічі, виявила зовсім інші почуття. Ненавидить Доріс, вважаючи її негідною стати однією з аристократів, і, всупереч волі батька, намагається вбити дівчину. Кровожерливість сусідить у цій дівчині з витонченістю.

### Гару
Гару (яп. ガルー, гару:) — перевертень, вірний слуга графа. Навіть у його людській подобі прослизають звірячі риси. Будучи споконвічним вервольфом, який мешкав на Землі з початку часів, а не створений аристократами, Гару дуже швидкий і спритний, володіє колосальною силою і здатний миттєво набувати звірячої форми. При виїздах господаря за межі замку грає роль кучера. На козлах графської карети встановлена автоматична лазерна гармата, що активується голосом Гару.